# Exephanes femoralis
Exephanes femoralis là một loài tò vò trong họ Ichneumonidae.